# Нестеров Анатолій Євтихійович
Анатолій Євтихійович Нестеров (нар. 20 листопада 1935 - пом. 5 липня 2018 ) - доктор хімічних наук, кандидат фізико-математичних наук, старший науковий співробітник. Провідний вчений у галузі фізичної хімії полімерів, зокрема, в області термодинаміки розчинів і сумішей полімерів.

## Біографія
Анатолій Євтихійович Нестеров народився 20 листопада 1935 р. в с. Коряківка Богуславського району Київської області. Після закінчення
в 1954 р. Медвинської СШ №1 вступив на фізичний факультет Київського державного університету імені Тараса Шевченка, де отримав кваліфікацію фізика та учителя фізики середньої школи. Після закінчення університету в 1959 р. був направлений в Інститут хімії і полімерів і мономерів АН УРСР (ІХВС) у лабораторію фізичної хімії полімерів на посаду інженера. В 1962 р. вступив до аспірантури при інституті і для виконання
дисертаційної роботи був направлений В Інститут високомолекулярних сполук (ІВС) АН СРСР (М. Ленінград). Після завершення роботи над дисертацією в 1965 р. повернувся в ІХВС, де був зарахований на посаду молодшого наукового співробітника. В 1966 р. в ІВС АН СРСР
захистив дисертаційну роботу на здобуття вченого ступеня кандидата фізико-математичних наук. 3 1968 р. А.Є. Нестеров працював в ІХВС АН УРСР старшим науковим співробітником, завідувачем лабораторії (1980-1982 рр.), завідувачем відділу (1982-1985 рр.). 3 1986 до 2003 р. А.Є. Нестеров працював на посаді головного наукового співробітника відділу фізикохімії полімерів інституту. Наукове звання старшого наукового співробітника йому присвоєно у 1970 р. У 1977 р. А.Є. Нестеров захистив дисертаційну роботу і став доктором хімічних наук.

## Науковий доробок
А.Є. Нестеров - провідний вчений у галузі фізичної хімії полімерів, зокрема, В області термодинаміки розчинів і сумішей полімерів. За його
участі виконано піонерські дослідження поведінки макромолекул у концентрованих розчинах, механізму формування поліуретанових сіток із
олігомерів, термодинаміки наповнених полімерних сумішей; сформульовано основні принципи рівноважної та нерівноважної компатибілізації в
наповнених полімерних сумішах. Вперше було показано, що в концентрованих розчинах полімерів при критичних концентраціях відбувається “колапс” полімерних клубків за температури осаджування, а також встановлено, що розміри макромолекул одного полімеру (гостя) в розчині за наявності другого полімеру (хазяїна) зменшуються зі збільшенням концентрації полімеру-хазяїна за ступеневим законом, що значно пізніше було підтверджено в роботах зарубіжних авторів. При дослідженні методами світлорозсіяння, спектра мутності, седиментації, дифузії і в'язкості процесів отримання поліуретанових сіток через макродіізоціанати на основі олігомерів вперше було встановлено, що вони відбуваються за двостадійним механізмом: на першій стадії утворюються мікрогелі, концентрація яких зростає в процесі реакції, при цьому реакція зшивання проходить у мікрогелях. На другій стадії при досягненні відповідної критичної концентраціі Мікрогелів формується суцільна просторова сітка. Вперше в Україні А.Є. Нестеровим застосовано метод оберненої газової хроматографії (ОГХ) ДЛЯ всебічного Дослідження поверхневих шарів і термодинамічних властивостей полімерів, кополімерів, їх сумішей та взаємопроникних полімерних сіток (ВПС), впливу наповнювачів на термодинамічну сумісність полімерів. Методом ОГХ виявлено наявність міжфазної області в сумішах полімерів і ВПС, розрахована її частка і показана залежність від складу ВПС . Встановлено, що варіюванням кінетичних умов реакцій і швидкостей Мікрофазового розділення можна змінювати структуру та властивості ВПС. Формування таких структур у ВПС - результат “вимушеної сумісності” за відсутності істинної термодинамічної сумісності двох сіток. Для сплавів полімерів встановлено зв'язок екстремальної зміни реологічної поведінки сумішей їх розплавів з термодинамічними властивостями, зокрема, при переході від однофазового до мікрогетерогенного двофазового стану; створено структурно-термодинамічні основи прогнозування властивостей багатокомпонентних полімерних систем з незавершеним фазовим розшаруванням в області нестійких станів. Починаючи з 1985 р., розробкою методики світлорозсіяння ДЛЯ тонких плівок сумішей полімерів і реакційних систем вперше започатковані систематичні Дослідження впливу наповнювача на фазовий стан і кінетику фазового розділення В сумішах полімерів, а також у сумішах, що формуються in-situ. Встановлено, що введення наповнювача в полімерні суміші змінює як форму, так і положення фазових діаграм, а також впливає на кінетику фазового розділення як звичайних сумішей полімерів, так і сумішей, сформованих in-situ. Експериментальні Дані дали змогу сформулювати ряд нових положень про вплив наповнювача і його концентрації на рівноважну та нерівноважну компатибілізацію наповнених сумішей полімерів, пов'язаних 3 гальмуванням процесів фазового розділення, поверх-
невою сегрегацією компонентів (селективною адсорбцією) і утворенням міжфазних шарів, їх складом і товщиною. А.Є. Нестеров був членом Спеціалізованої вченої ради із захисту докторських дисертацій при ІХВС НАН України, членом Спеціалізованої ради із захисту кандидатських дисертацій з фізики при Київському Державному університеті імені Тараса Шевченка. За багатолітню плідну творчу працю, вагомий особистий внесок у розвиток полімерної науки А.Є . Нестеров відзначений Почесною грамотою Президії НАН України та ЦК профспілки працівників НАН України, медалями.

## Вибрані наукові праці
А. Є. Нестеров — автор понад 200 наукових праць, у тому числі 4 монографій, 3 довідників і 6 авторських свідоцтв СРСР на винаходи.

### Монографії
1. Нестеров А. Е., Липатов Ю. С. Обращенная газовая хроматография в термодинамике полимеров. — Киев: Наук. думка, 1976. -128 с.
2. Нестеров А. Е., Липатов Ю. С. Термодинамика растворов и смесей полимеров. — Киев: Наукдумка, 1984. * 300 с.
3. Нестеров А. Е. Обращенная хроматография полимеров. * Киев: Наук. думка, 1988.- 183 с.
4. Lipatov Yu.S., Nesterov A.Ye. Thermodinamics of polymer blends Lancaster Basel: Technomic publ. 1997. — 450 р.

### Довідники
1. Липатов Ю. С., Нестеров А. Е., Гриценко ТМ, Веселовский Р. А. Справочник по химии полимеров.- Киев: Наук. Думка, 1971. — 536 с.
2. Нестеров А. Е. Справочник по физической химии полимеров. Т. 1. Свойства растворов и смесей полимеров. — Киев: Наук. думка, 1984. —
3. Нестеров А. Е., Липатов Ю. С. Фазовое состояние растворов смесей полимеров. Справочник.- Киев: Наук. думка, 1987. — 168 с.

### Статті
1. Lipatov, Y. S., Nesterov, A. E., Ignatova, T. D., & Nesterov, D. A. (2002). Effect of polymer–filler surface interactions on the phase separation in polymer blends. Polymer, 43(3), 875—880.
2. Nesterov, A. E., & Lipatov, Y. S. (1999). Compatibilizing effect of a filler in binary polymer mixtures. Polymer, 40(5), 1347—1349.
3. Lipatov, Y. S., & Nesterov, A. E. (1975). The Influence of thickness of polymeric stationary phase on its properties determined by gas chromatography. Macromolecules, 8(6), 889—894.
4. Nesterov, A. E., Lipatov, Y. S., Horichko, V. V., & Gritsenko, O. T. (1992). Filler effects on the compatibility and phase separation kinetics of poly (vinyl acetate)-poly (methyl methacrylate) mixtures. Polymer, 33(3), 619—622.
5. Nesterov, A. E., Lipatov, Y. S., & Ignatova, T. D. (2001). Effect of an interface with solid on the component distribution in separated phases of binary polymer mixtures. European polymer journal, 37(2), 281—285.